# SEDTA
Die Sociedad Ecuatoriana de Transportes Aereos (SEDTA) war eine Fluggesellschaft in Ecuador, die von der Deutschen Lufthansa 1938 gegründet und bis 1941 betrieben wurde.

## Unternehmensgeschichte
Als dritter pazifischer Außenposten des Deutschen Lufthansa (nach Chile und Peru) wurde Ecuador ausgewählt. Dort war 1937 die SEDTA von dem deutschen Unternehmer und Flugpionier Fritz Hammer gegründet worden, an der sich die Lufthansa beteiligen wollte. Der Unfalltod von Hammer, der bei dieser Gründung wegen seiner guten Kenntnis der südamerikanischen Verhältnisse von der Lufthansa vorgeschoben worden war, verzögerte die ganze Angelegenheit. Die noch nicht erfolgte Vergabe der Luftverkehrskonzession hielt die Lufthansa aber nicht ab, bereits ab Juli 1938 einen provisorischen Luftverkehr zwischen Quito und Guayaquil durchzuführen, wozu eine von der Lufthansa bereits zur Verfügung gestellte Ju 52/3m verwendet wurde.
Im Oktober wurde die Konzession dann an die SEDTA erteilt. Damit war die Voraussetzung für eine Beteiligung der Lufthansa an der SEDTA gegeben. „Von dem 700.000 Sucre betragendem Aktienkapital übernahm die Lufthansa 620.000 Sucre, und zwar 300.000 Sucre in eigenem Namen, während 320.000 Sucre im Auftrage der Lufthansa von sechs Treuhändern gezeichnet wurden. Die restlichen 80.000 Sucre des Aktienkapitals wurden von Ecuadorianern aufgebracht“. Die Lufthansa wählte diese Form aus, da sie als ausländische Gesellschaft keine Mehrheit an einer ecuadorianischen Gesellschaft erwerben durfte. Für eine tatsächliche Majorität sorgten dann die sechs Strohmänner.
Zwecks eines Anschlusses der SEDTA an den übrigen Dienst der Lufthansa stellte die Lufthansa Peru einen Antrag für eine Einfluggenehmigung nach Ecuador, während die SEDTA selbst beantragte, den Verkehr nach Kolumbien aufnehmen zu dürfen. Diese Planungen hingen damit zusammen, dass seitens der Lufthansa eine Beteiligung an der kolumbianischen SCADTA angestrebt wurde. Damit wäre die gesamte Westküste Südamerikas Verkehrsgebiet der Lufthansa geworden und Mittelamerika in Reichweite gekommen. Die sofort eingeleiteten US-amerikanischen Gegenmaßnahmen in Kolumbien machten allerdings die Pläne der SEDTA gegenstandslos, so dass diese Gesellschaft die Grenzen Ecuadors nicht überschreiten konnte. 1940 wurden fünf Strecken betrieben, die von Quito bzw. Guayaquil ausgingen. Wöchentlich erfolgten elf Streckendienste, die Länge des Netzes betrug 1525 km.
Auch in Ecuador hatte der Flugbetrieb der SEDTA nach Kriegsbeginn Schwierigkeiten zu verzeichnen. In Washington begannen die Alarmglocken zu schellen, als die SEDTA im Mai 1940 eine Strecke zu den Galapagos-Inseln beantragte. Die offizielle Stellungnahme der USA zu diesem Thema lautete, dass damit der deutsche Luftverkehr eine Angriffsbasis auf den Panamakanal haben würde. Die Wahrheit war viel brisanter: Die USAAF hatte am 9. Mai 1940 einen geheimen Erkundungsflug zu den Inseln mit dem Ziel durchgeführt, einen geeigneten Ort für die Einrichtung eines Militärflugplatzes zu erkunden. Nach einigen Verhandlungen mit der ecuadorianischen Regierung wurde der Flugplatz noch im gleichen Jahr gebaut. Deutsche Präsenz war daher natürlich unerwünscht. Die bolivianische Lösung, eine Nationalisierung der Gesellschaft, wäre der USA am liebsten gewesen, wurde von der ecuadorianischen Seite jedoch mangels eigener Finanzmittel abgelehnt. Der USA blieb damit nichts anderes übrig, als selber einen Flugverkehr parallel zur SEDTA aufzubauen. Damit wurde die PANAGRA im November 1940 beauftragt. Ziel war es, die SEDTA wirtschaftlich in Schwierigkeiten zu bringen. Diese führte aber zunächst den Verkehr mittels Unterstützung der Syndicato Condor weiter fort, bis die US-Regierung eingriff. Nachdem die amerikanische Regierung damit gedroht hatte, sämtliche Erdöllieferungen nach Ecuador zu stoppen, solange die SEDTA ihre Flugdienste anbot, forderte die ecuadorianische Regierung am 27. August 1941 die Stilllegung der Gesellschaft. Am 4. September 1941 musste die SEDTA ihre beiden Ju 52/3m, von denen eine im Eigentum stand, während die andere von der SAC gechartert war, an die ecuadorianische Regierung abtreten. Nachdem zuerst seitens der Lufthansa versucht worden war, das Material des Unternehmens an den Staat zu verkaufen, um wenigstens einen Teil der Investitionen zu retten, forderte die Regierung am 22. Oktober 1941 die Liquidierung der Gesellschaft. Als Kompensation sollte aber eine Entschädigung an die SEDTA gezahlt werden. Dies erfolgte allerdings bis Kriegsende nicht.

## Flotte
Die SEDTA verwendete eine Ju W-34 und fünf Ju 52/3m, von denen zwei 1941 von der Syndicato Condor gechartert waren. Eine von diesen beiden, vermutlich PP-CBA, erhielt die peruanische Zulassung HC-SAE. Die HC-SAB stürzte bereits am 10. Dezember 1938 ab, wobei ein Besatzungsmitglied ums Leben kam.